# Quercus xuanliensis
Quercus xuanlienensis — вид дубів, що росте у В'єтнамі, відкритий у 2018 році.

## Морфологічна характеристика
Дерево до 18 метрів у висоту. Листки (6)8–11(15) × 3–4.5(5) см, шкірясті, довгасто-еліптичні чи зворотно-яйцюваті; верхівка загострена; основа клиноподібна; край загнутий, у верхівковій частині 1/5–1/7 зубчастий; обидві сторони безволосі; низ світло-зелений; ніжка листка 1–2 см завдовжки, гола. Жолудь від еліпсоїдного до циліндрично-еліпсоїдного, 6–6.5 см завдовжки (з чашечкою), загострений на верхівці, поодинокий чи парні; чашечка 13–17 мм заввишки й 19–21 мм ушир, охоплює 1/5 горіха, чашечкові лусочки в 7–8 концентричних кільцях.

## Поширення
Зростає в на півночі В'єтнаму. Росте на висотах 810 метрів, населяє вічнозелені ліси.